# 周浩鼎
周浩鼎，JP（1979年6月7日—），香港律師及政治人物。現任香港立法會議員（新界西北），民建聯副主席，曾任青年民建聯主席及離島區議會議員。

## 簡歷
周浩鼎於1991年畢業於太古小學，後於1996年畢業於香港中國婦女會中學。中五後負笈英國於阿賓漢姆學校就讀預科。2001年，周浩鼎於倫敦政治經濟學院經濟系畢業後回港工作。於2007年，他開始攻讀香港大學法學專業證書課程，並在2009年正式成為執業律師。
周浩鼎於英國寄宿學校讀書的時候，開始接觸欖球運動，並對欖球產生濃厚興趣，他畢業回港後在公餘時間也有參加成人欖球的集訓活動，並希望於香港推動欖球運動。周浩鼎亦喜愛觀賞劇集及電影，他尤其熱愛美國劇集《紙牌屋》，認為劇集反映美國真實政治環境，更曾以該劇作例子撰文評論時政。

## 從政生涯
周浩鼎在2012年擔任離島區議會委任議員；以及創立香港青年時事評論員協會，並任主席，提供平台讓青年時事評論員多作交流，從而提升青年論政水平。周浩鼎亦活躍於《城市論壇》，至今多次出席論壇發表意見。周浩鼎曾任青年民建聯主席，並於2015年夏季正式卸任。
2015年4月，他獲選為民建聯副主席。在2015年11月22日的2015年香港區議會選舉，周浩鼎當選離島區議會東涌南選區議員。

### 2016年香港立法會新界東地方選區補選
2016年1月，周浩鼎宣布代表民建聯參選2016年香港立法會新界東地方選區補選，最後以15萬票（35%）落敗。

### 2016年香港立法會選舉
2016年香港立法會選舉，他出選區議會（第二）功能界別，以反對香港獨立及反對同性婚姻，作為他及民建聯在2016年香港立法會選舉的綱領，成功當選立法會議員。民建聯進行配票，把他集中在新界拉票，因為他的支持度及知名度，始終不及於民建聯主席李慧琼及工聯會的王國興，民調一直低迷。9月4日，周浩鼎取得建制派的第二席，而王國興則落敗。

### 2018年訪問美國
周浩鼎於2018年12月初訪問美國華盛頓，並與國務院負責香港事務官員會面，為建制派近年罕見之舉。周浩鼎表示，從沒有聽到有關官員提及，要改變香港在一國兩制下獨立關税及特殊貿易地位。他又指，美方表示，美國美中經濟與安全審議委員會發表的報告，並非國務院的官方報告，他相信，這足以令大家釋除關於改變獨立關税地位的疑慮。他又提及美國國務院方面表示，明白香港一國兩制下享有獨立關稅及特殊貿易待遇的重要性，雙方皆明白香港和美國經貿往來甚多，香港的特殊貿易地位，亦是對香港和美國之間互惠互利之安排。

### 2019年香港區議會選舉
於2019年香港區議會選舉，親北京派選情疑受反對修訂逃犯條例運動 困擾。東涌南選區因應周浩鼎而成為焦點選區，於選舉日，王進洋獲得女歌手、前Hotcha成員張惠雅支持，張主力批評周的地區工作不足和欠缺效率，「唔好講做唔做到d大事」、「剩係講起個電梯都起咗幾年」。最終王進洋以5049票勝選，周浩鼎連任失敗，意味著周不能再循「超級區議會」參選下屆立法會選舉。
周浩鼎期後在明報發表文章指，雖然今次未能勝出區議會選舉，但這段時間依然堅持繼續回到社區，往後依然會繼續做好社區工作，服務大家。

### 2019年反對逃犯條例修訂草案運動
周浩鼎認為特區政府止暴制亂的舉措仍有相當不足包括檢控的時間過長，沒有足夠的阻嚇性。他提出參考英國在2011年倫敦騷亂的做法，設立24小時特別法庭，加快審理仍未檢控的案件。他也認為特區政府各部門仍然缺乏協調，令到只有警隊在前線孤軍作戰。他認為特區政府要協調上下一心，令部門同心同德，共同協助止暴制亂，而不是要警隊孤軍作戰。
另外，他也認為教育局在處理發表煽動仇恨言論的教師方面相當不足，要求如果教師發表煽動仇恨及仇警的言論，教育局必須嚴肅處理。對於參與暴亂及公開發表詆譭一國兩制言論的公務員，周浩鼎認為必須嚴肅跟進。政府在回覆周浩鼎的立法會質詢中，表示只有43名公務員涉嫌參與非法暴亂及公開發表詆譭一國兩制的言論，並只有極少數遭停職。周浩鼎對此回覆表示不滿。

## 政治理念及作為
周浩鼎認為香港應該拓展多元產業，不能只依賴金融地產業去推動經濟，故應致力推動香港的高增值航運業。他要求政府下放海事處處長簽發部份豁免認證文件的權力，提升效率速度，藉以加強為香港註冊船舶提供二十四小時支援服務，提升航運產業競爭力。另一方面，他也強調政府應「拆牆鬆綁」，鼓勵海事保險業在香港進一步發展。周浩鼎於2017年11月8日的施政報告辯論的立法會會議上發言，指出根據金發局報告，全球約2000億港元的海事保險費用只有百分之0.6從香港購買，然而全球有10%船隻於香港註冊，證明海事保險業在香港大有可為，具有拓展空間。主要因為監管機構有矯枉過正態度對待國際海事保險組織，有必要改變。2017年5月10日，周浩鼎在立法會向政府提出書面質詢，詢問政府有關發展高增值航運業的進展。
2017年6月26日，他於經濟發展事務委員會會議上提出動議，要求政府利用海外經貿辦作協助處理船隻文件，以提升掛香港旗之船舶於海外的程序處理效率。後來動議獲得通過，該建議於2017年10月林鄭月娥特首施政報告中獲接納及落實。
在房屋政策方面，周浩鼎認為6個月的本地換樓用家豁免辣招印花稅期限太短，令本地用家換樓承受很大的壓力。他在立法會提出印花稅修正案，要求放寬本地換樓用家豁免辣招印花稅期限，由6個月放寬到12個月，令換樓的市民更有彈性。2018年1月11日，立法會三讀通過《印花稅修訂條例草案》，其中周浩鼎提出「換樓期」由目前6個月延至12個月的修正案，在分組點票下罕有獲通過。
就保監局處理保險中介登記緩慢一事，周浩鼎要求保監局加快處理中介人登記的程序，增加人手資源跟進中介人登記，並優化相關處理系統；並訂出一般處理申請需時的合理時間指標，並適當增加渠道如電話熱線的數目，讓保險從業員能知悉自己申請的完成處理進度。
周浩鼎認為應加強對青少年的國情教育。對於本港青少年制服隊伍，周浩鼎認為政府應在他們訓練中加強國家憲法，基本法及認識國家。
在2021年7月中旬周浩鼎發佈香港工業4.0再工業化建議報告。周浩鼎也於7月14日在立法會就工業4.0再工業化提出動議辯論，並已獲得通過。
周浩鼎在建議書內指出，未來香港工業4.0的再工業化，可朝促進傳統工業智能化及推動高新科技產品硏發及生產兩方面發展。周浩鼎強調，就傳統工業智能化而言，香港應集中發展高增值產品的自動智能化輕工業，而非勞動密集型低附加值產品。周浩鼎建議政府應制定未來本港製造業佔GDP的百分比目標，以推動再工業化政策措施，並把現時僅佔GDP約1%的製造業，提升相關比重。有了目標百份比，易於量度績效。
周浩鼎建議政府須增加新工業用地，除了預計於2022年落成的先進製造業中心以外，其他可行地點包括新界北發展區。此等新工業用地應有適切集體物流，排污及適合於安裝智能化生產線配套，能形成產業集群。周浩鼎在他的建議書內特別提到香港食品加工業有一定潛力前景，香港食品加工業在提高大灣區食物安全以及打入內地市場方面，具有一定發展優勢。2019年，香港食品加工業的貿易總量達538億港元，其中47%輸往內地，可見其潛力。
周浩鼎認為應當更好地利用此落馬洲河套區的港深創科園，把內地以至海外一流的專才爭取到香港落戶，以招展高新科技產品硏發。周浩鼎亦於他的建議書內羅列了其他建議。
周浩鼎作為民建聯工商專業委員會主席，聯同香港青年工業家協會，共同撰寫「2022香港再工業化倡議書2.0」。周浩鼎，香港青年工業家協會會長戴麟、常務副會長高鼎國，及民建聯人力事務發言人立法會議員顔汶羽於2022年8月26日舉行記者會發佈該倡議書。周浩鼎作為民建聯工商專業委員會主席，聯同香港青年工業家協會，共同撰寫「2022香港再工業化倡議書2.0」。周浩鼎，香港青年工業家協會會長戴麟、常務副會長高鼎國，及民建聯人力事務發言人立法會議員顔汶羽於2022年8月26日舉行記者會發佈該倡議書。
周浩鼎指職專教育被矮化，令人無意欲修讀，但職專教育卻是支援未來培訓工業人才的重要支撐，舉例中學生修讀DSE「乙類應用學習科目」，如電機及機械工程等，現有成績評級最高只能考獲4，不會有5**成績，令有關科目「似賣剩庶」，建議改革這些科目的成績等級、增加認受性。
2022年10月24日，民建聯工商專業委員會百川論壇，主題創科及工業4.0，獲李家超特首親身出席。民建聯主席李慧琼及周浩鼎作為民建聯工商專業委員會主席感謝查毅超博士、盧毓琳教授及孫東局長的主講，活動圓滿完成。當天有約200名來自工商專業界別，商會代表出席。同時，英商會、越南、泰國、印尼及新加坡在港商會代表也出席。
就屯門新墟街市阻街問題，周浩鼎聯同警務處、食環署、屯門民政事務處及屯門地區人士視察屯門新墟街市附近的阻街情況。對於個別商戶的貨物仍然違法阻街的行為，警方及食環署也在現場即時進行充公貨物的聯合執法行動。
周浩鼎表示在有關執法部門雷厲風行的執法下，屯門新墟街市的市容相比之前有明顯改善，明顯暢通得多，對執法部門根據相關條例就充公貨物執法行動表示讚賞，周浩鼎也強調執法必須具阻嚇性。周浩鼎也指出，個別違法商戶過去阻街惡行已成惡霸，不少市民表示對於政府執法行動感到大快人心。
周浩鼎於2022年8月16日聯同該黨屯門支部團隊與醫務衞生局副局長李夏茵會面，期間就屯門區公營牙科服務、屯門診所重建安排等進行交流。周浩鼎表示，目前有關診所每周只開放1日予公衆，不少市民需凌晨在診所外排隊輪候服務，苦不堪言。他認為，當局應就屯門牙科診所街症騰出更多時段開放予公眾，紓解需求，並就市民深夜排隊輪候情況，加快落實新派籌安排。
周浩鼎曾深夜到仁愛牙科診所現場了解門外通宵排隊情況。一直關注事件的周浩鼎，和該黨屯門支部主席巫成鋒表示，經過跟政府多番反映後，當局作出了回應，並於仁愛牙科診所張貼通告，指將於9月7日 （周三）起，進行新的初步登記安排，避免出現通宵排隊輪候情況。於2022年11月2日，周浩鼎就牙科服務在立法會提出口頭質詢。周浩鼎指出：「一周才開一日，屯門的牙科街症，局長可否加多少許牙醫，看齊一下服務，救救那些水深火熱輪候牙科街症的市民。」
香港研究協會於 2022 年 11 月 23 日至 12 月 5 日成功訪問了 1074 名十八歲或以上市民，請受訪者對第七屆立法會議員的表現進行評分，調查結果於2022年12月7日透過新聞稿發佈。地區直選議員，周浩鼎評分最高，獲2.72分。
周浩鼎倡政府因時制宜，為樓市適度減辣。周浩鼎於2023年 9月7日，就施政報告發表民建聯的建議，建議為樓市適度 "減辣"。
於2023年10月11日，周浩鼎接受電台訪問，建議政府應因時制宜，即時調整樓市「減辣」，容許本港永久居民購買第二個住宅物業時，繳付的從價印花稅由現時15%減至6%，減輕市民負擔。
周浩鼎在電台節目上表示，民建聯除了向政府建議將現時本港居民購置第二套住宅需繳納15%印花稅減至6%外，亦建議對合資格來港的專才，若在港置業對他們採取「先免後徵」豁免繳付買家印花稅，但如留港未夠7年即出售物業離開，則需向對方追收稅款差額。給予誘因，令他們留港安居樂業。於2023年10月25日，李家超特首公佈施政報告，採納建議調整樓市辣招稅，周浩鼎稱減辣是及時雨。
「同樂運動會」2023年11月3日起在香港舉行，民建聯在政總外宣讀有關「維護一男一女婚姻制度，捍衛家庭核心價值」的宣言。
民建聯副主席周浩鼎表示，尊重不同性傾向，消除歧視，但反對同性婚姻合法化。他說，要求承認及變相承認同性婚姻的行為有機會扭曲本港實行的婚姻制度，會對社會造成深遠影響，並會引起家長、學校、辦學團體、宗教團體的不安及焦慮。周浩鼎說，「同樂運動會」帶有爭議性，有機會動搖一男一女的婚姻制度及傳統家庭核心價值，對「同樂運動會」感到無奈及焦慮。他促請政府加強宣傳傳統家庭價值的教育。
被問到行政會議召集人葉劉淑儀日前受到批評將擔任「同樂運動會」開幕式的主禮嘉賓，周浩鼎表示尊重葉劉淑儀的選擇。
民建聯副主席周浩鼎於2024年7月2日舉行記招公布，將於7月6日至8月4日在中環廣場46樓舉辦「中法建交60周年·從北京巴黎歷史看發展」展覽，屆時開放予社會各界免費參觀。
周浩鼎表示，中法建交於國際間有重要影響意義，因1964年法國為第一個在冷戰期間與中華人民共和國建立正式外交關係的西方大國，對中國和其他西方國家建交有引領作用。因此於中法建交60周年之際，舉辦展覽回顧中法歷史文化交流，給大眾認識中法關係之機會，並冀通過香港作為國際大都會的角色向世界彰顯中法交流的文化歷史底蘊。
周浩鼎對譚兆璋教授借出一批展品表示感謝，透露展覽共展出超過80件展品，透過北京古地圖/卷軸圖、中國歷史圖片、巴黎古地圖、法國歷史圖片及拿破崙四世古典八音盒等。他又指適逢巴黎奧運會舉辦，展覽亦會展出2008年北京奧運會剪報及圖片，以重溫歷史。

## 爭議事件

### 調查ＵＧＬ事件
2017年5月，立法會就梁振英UGL事件成立調查委員會，建制派議員在會上多次以技術理由「故意發表冗長演說以拖延表決」，又要求會議閉門進行；在2017年5月15日的閉門會議上，周浩鼎提交的修訂文件，電腦記錄顯示曾經由特首辦修改。有委員要求周浩鼎辭任委員，但建制派力保周浩鼎。工黨前副主席鄭司律形容事件為「浩鼎門事件」。5月19日，周浩鼎即時辭任委員會副主席職務。

### 妻子持有美國綠卡疑雲
2019年10月，在Facebook的專頁中，有人貼出寫著“【突發】中國在香港的‘共產黨主將’周浩鼎，被揭發其妻蘇婉恩（Alice So）竟然任職於《紐約時報》，並且持有綠卡”的圖片，引起各方爭論。10月3日，周浩鼎拍片作出嚴正聲明澄清，指自己與妻子同屬中國籍，持有香港特區護照，更從沒有申請過任何綠卡。而周浩鼎未回應太太被指任職《紐約時報》一事，經網上搜尋其太太名字為關鍵字，結果的確包括《紐約時報》網頁，但如果按入網站看，就不見他太太的名字。

### 揚言要撤銷拖延內務委員會主席選舉的郭榮鏗之議員資格
自2019年9月復會起，立法會的泛民主派議員因為與建制派議員全面抗爭，而令內務委員會至翌年4月的會期仍然未可以選出正副主席。當中在4月，中聯辦及港澳辦先後不理有違反「干預香港特區事務」承諾之嫌，發稿點名批評主持會議的郭榮鏗及部分泛民主派議員拖延選舉主席程序，更直指郭公職人員行為失當，被指有再次舖路肆意撤銷反對派議員資格之嫌。而在同月13日，周亦在個人社交專頁加以附和中方說法，他指郭罪行滔天、罄竹難書，半年以來以主持人身份持續濫權，不斷阻撓內委會選出主席，攬炒拖垮立法會履行基本法下的職能，亦直斥身為大律師，更是代表法律界議員，根本明知故犯，罪加一等。周同時強調全國人大常委於2016年已經就基本法104條宣誓事宜進行釋法，「他日法庭按釋法處理，此君必須承擔法律責任，至少也要將之DQ」。而其所屬黨派民建聯亦要求郭最少要就有關行為向全港市民道歉及不再拖延主席選舉程序，其他建制黨派如工聯會和新民黨則繼續指其玩弄議事規則、惡意拉布及騎劫會議，要求調查郭有沒有違反就職誓詞，觸犯公職人員行為失當及瀆職等行為。

### 引匿名告密信指高院法官「告誡」藍絲裁判官
2020年9月2日，周浩鼎和黨友葛珮帆自導自演拍片引述一封匿名信指，終審法院首席法官馬道立7月3日召集全港裁判官出席一個法律簡介會，又聲稱高等法院法官黃崇厚席間批評「藍絲」法官，要其小心言行。司法機構其後發聲明指匿名信內容不屬實，又回應終審法院首席法官馬道立沒有如信中所指，在簡介會後與任何裁判官開會。
周浩鼎其後再要求司法機構進一步解釋並派代表到立法會交代。